# Marian Woronin
Marian Jerzy Woronin (Grodzisk Mazowiecki, 13 augustus 1956) is een Poolse oud-atleet, die voornamelijk op de 100 m uitkwam. Woronin heeft zowel negen Poolse outdoor- als negen Poolse indoortitels gewonnen.

## Biografie
In 1978 won Woronin een gouden medaille op de Europese kampioenschappen in Praag op de 4 × 100 m estafette.
Hij is viermaal Europees indoorkampioen geweest op de 60 m en bovendien eenmaal op de incourante 50 m. In 1985 won hij de Europacup 100, en in 1982 een bronzen medaille op de 100 m bij de Europese kampioenschappen.
Woronin nam voor Polen deel aan de Olympische Spelen van 1980 in Moskou, Sovjet-Unie. Op de 100 én de 200 m haalde hij de finale en werd in beide disciplines zevende. In de 4 × 100 m estafette had hij meer geluk. Daarin haalde hij een zilveren medaille met zijn teamgenoten Krzysztof Zwoliński, Zenon Licznerski en Leszek Dunecki.
Zijn snelste tijd uit 1984 van 10,00 op de 100 m, wat toen een Europese record was, komt afgerond neer op 9,997 seconde, waarmee hij (officieus) de enige blanke sprinter ter wereld was die binnen de 10 seconden was gefinisht.

## Titels
- Europees kampioen 50 m indoor: 1981
- Europees kampioen 60 m indoor: 1979, 1980, 1982, 1987
- Europees kampioen 4 x 100 m: 1978
- Pools kampioen 60 m indoor: 1975, 1977-1982, 1984, 1987
- Pools kampioen 100 m: 1978-1983, 1985, 1988

## Persoonlijke records
Outdoor
| Onderdeel | Prestatie       | Datum       | Plaats   |
| --------- | --------------- | ----------- | -------- |
| 100 m     | 10,00 s (ex-ER) | 9 juni 1984 | Warschau |
| 200 m     | 20,49 s         | 1980        |          |

Indoor
| Onderdeel | Prestatie | Datum            | Plaats   |
| --------- | --------- | ---------------- | -------- |
| 50 m      | 5,65 s    | 21 februari 1981 | Grenoble |

## Palmares

### 50 m
- 1981:  EK indoor - 5,65 s

### 60 m
- 1977:  EK indoor - 6,67 s
- 1979:  EK indoor - 6,57 s
- 1980:  EK indoor - 6,62 s
- 1982:  EK indoor - 6,61 s
- 1987:  EK indoor - 6,51 s

### 100 m
- 1980: 7e OS - 10,46 s
- 1982:  EK - 10,28 s

### 200 m
- 1980: 7e OS - 20,81 s

### 4 × 100 m
- 1978:  EK - 38,58 s
- 1980:  OS - 38,33 s
- 1982: 5e EK - 39,00 s
- 1983: 6e WK - 38,72 s